# 羅湖編組站

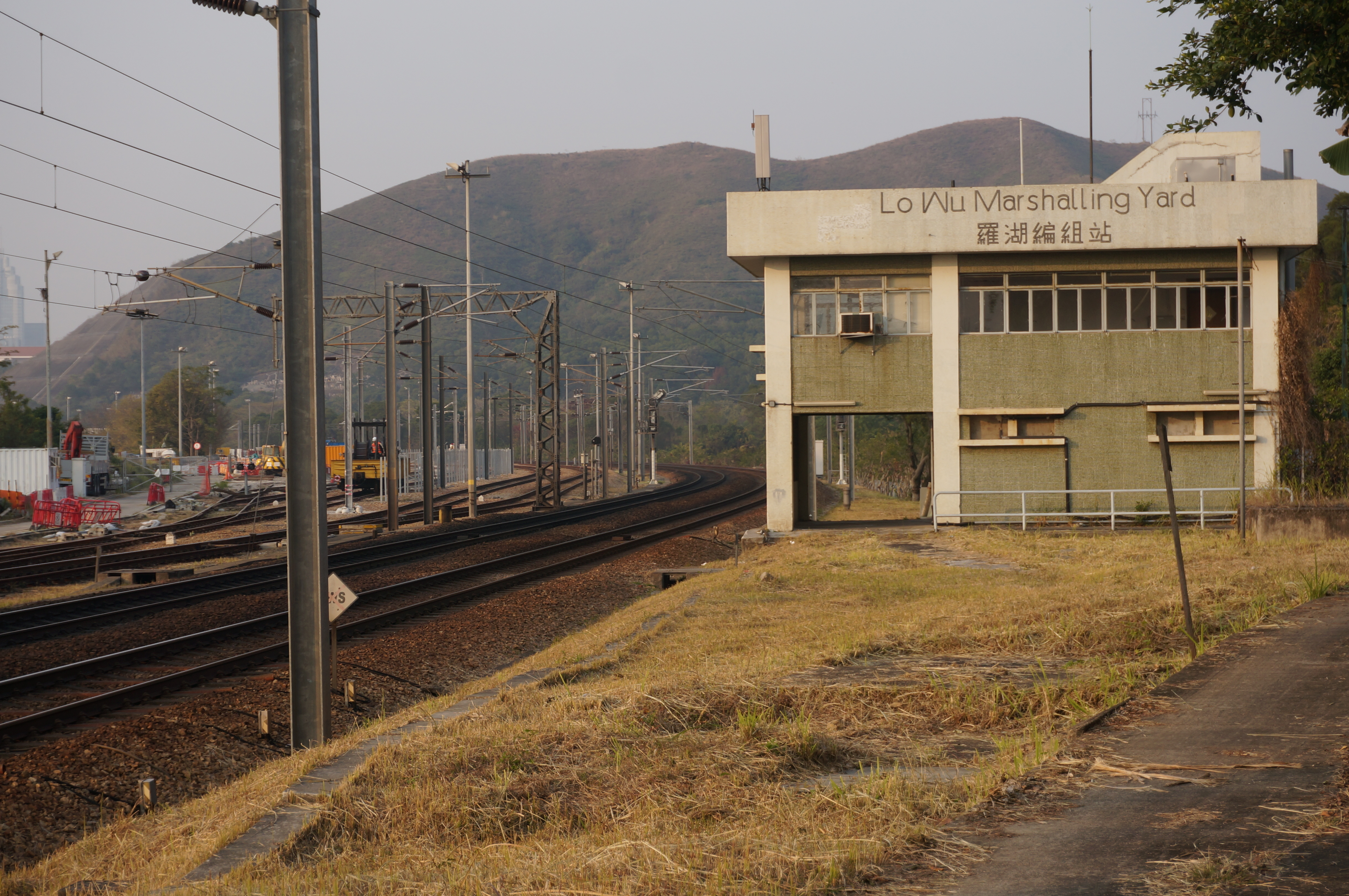
羅湖編組站外觀

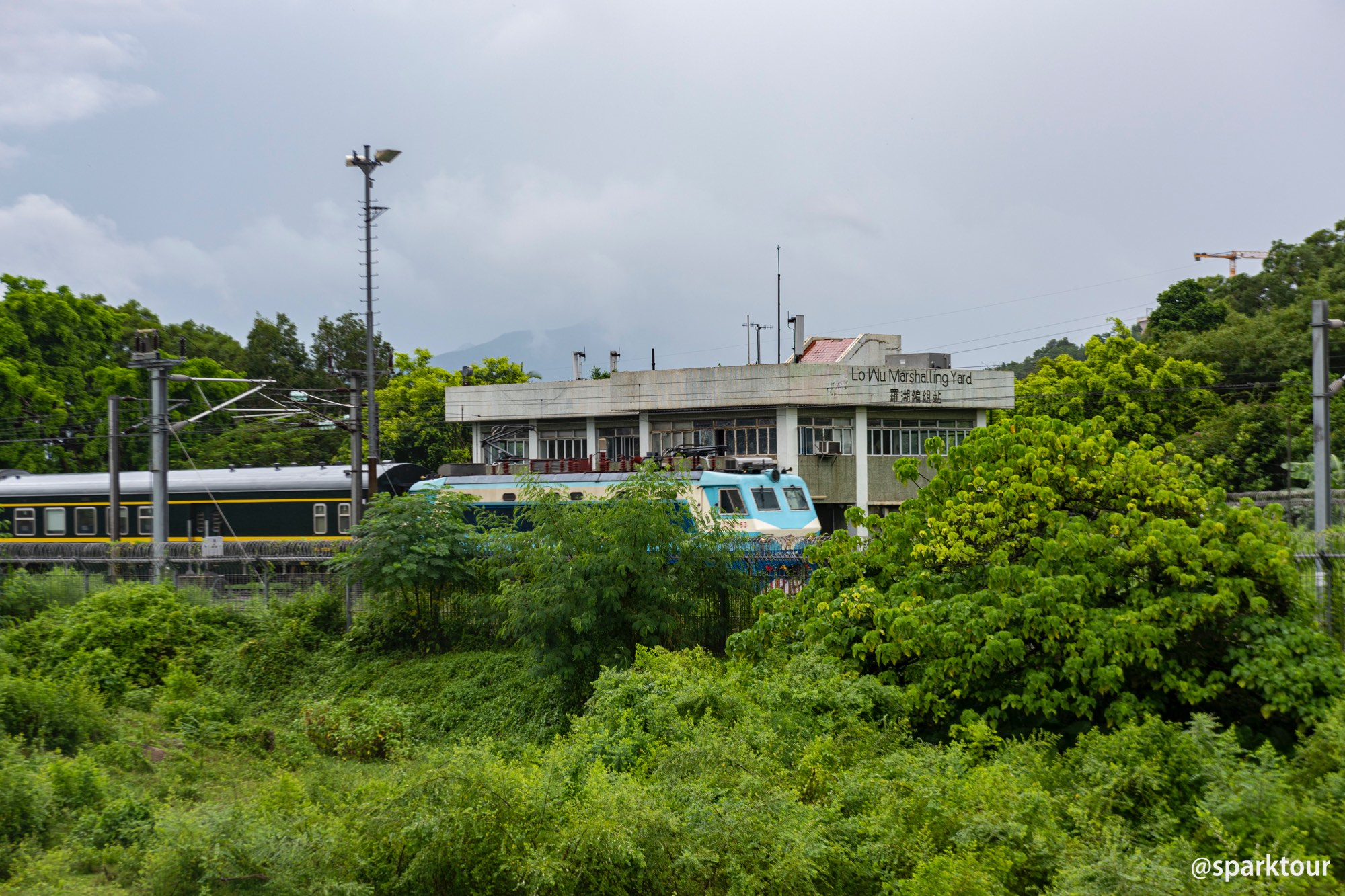
往返中國大陸的直通車正在駛過

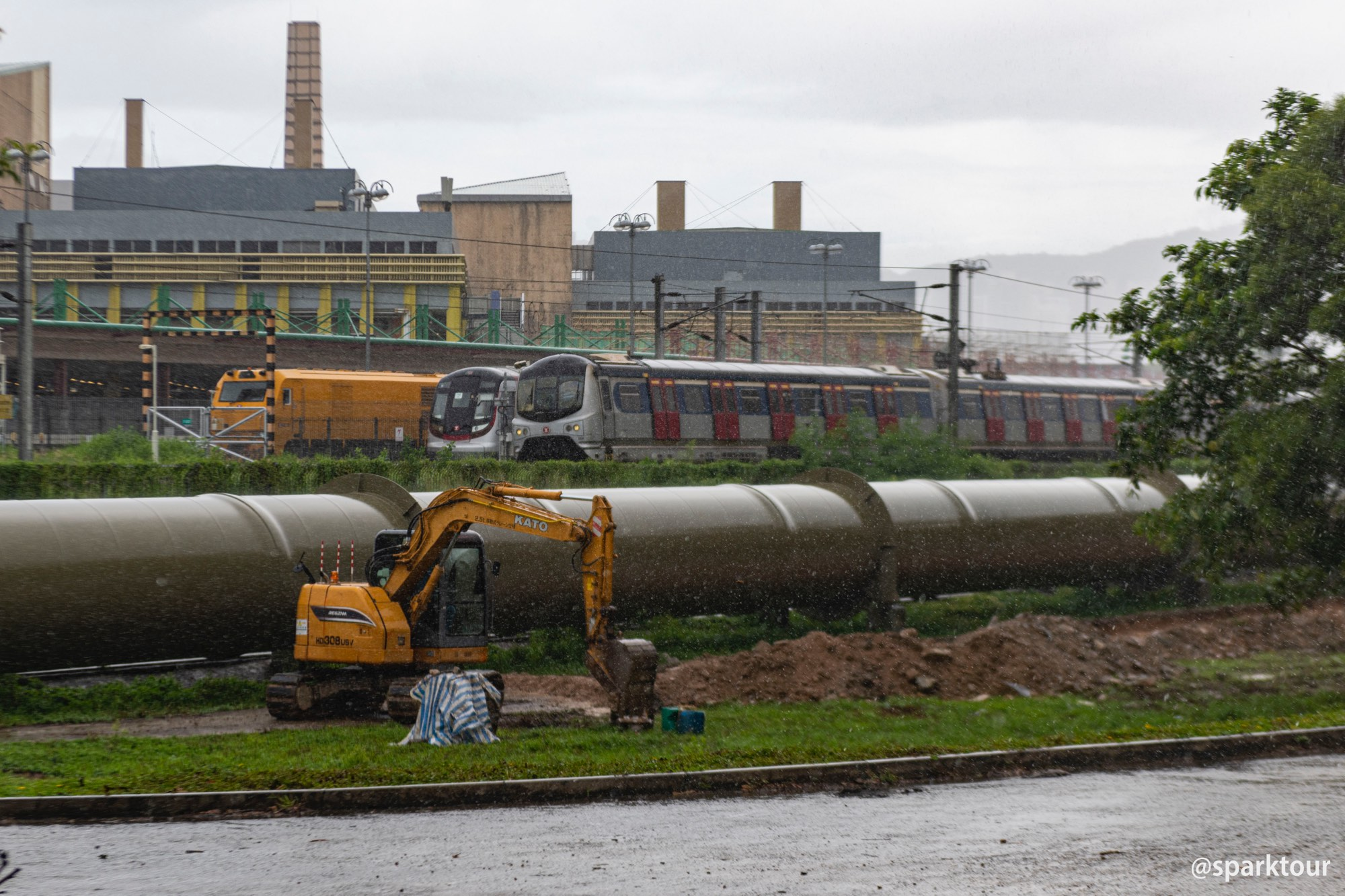
停放在罗湖编组站的都城嘉慕列车和即将投入使用的现代Rotem电动列车

羅湖編組站（英語：Lo Wu Marshalling Yard）位於香港新界北區上水虎地坳道，是一個港鐵公司管轄的貨運車站兼編組場（2007年兩鐵合併前為九鐵公司管轄）車站大約位於上水站和羅湖站間，一條東鐵綫專用支線上，但由於不是客運車站，該站並不顯示在港鐵車站的路線圖。

## 利用狀況

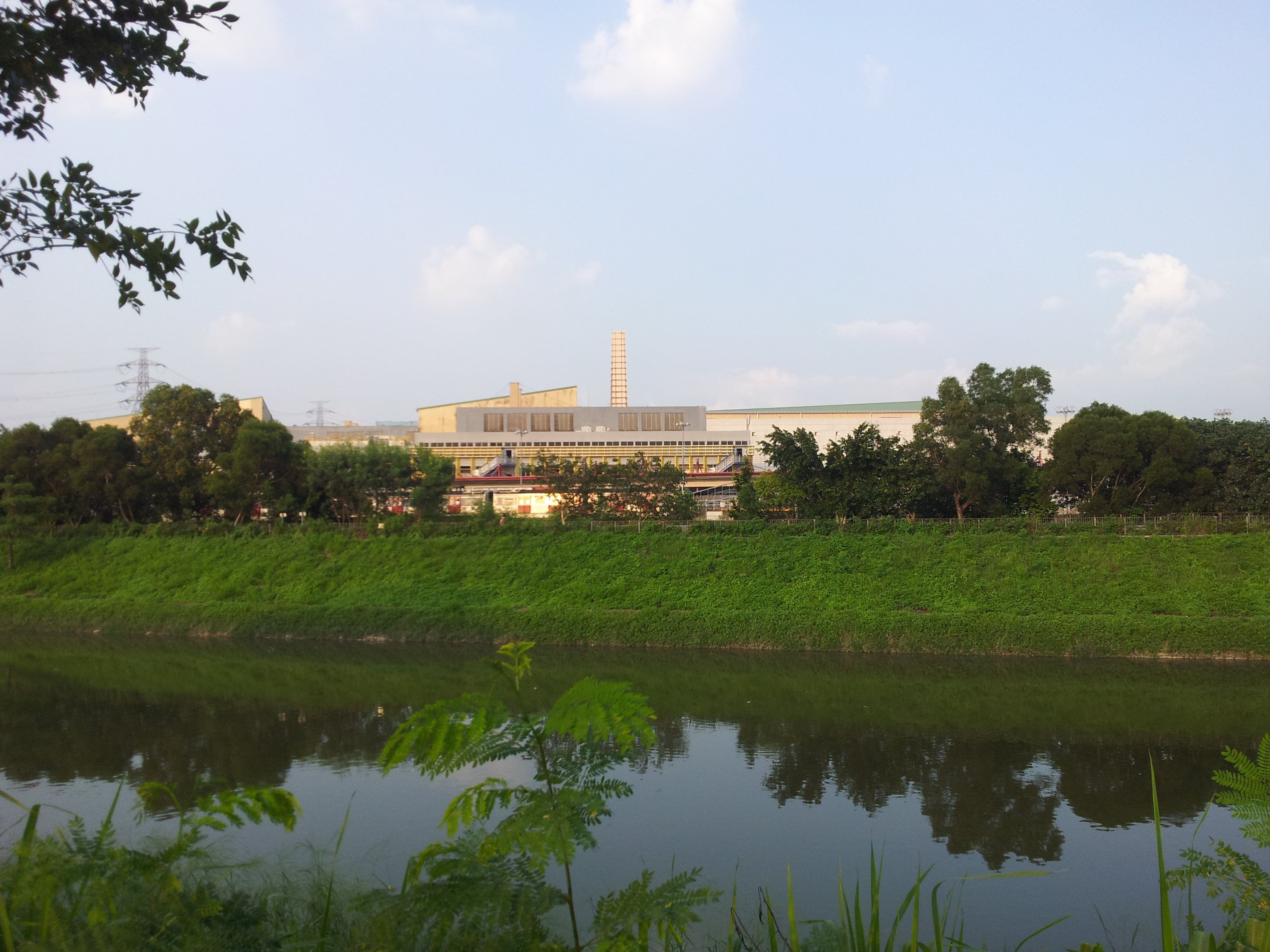
東鐵綫列車停泊在上水屠房側線

上水屠房站初時是港鐵東鐵綫的貨運專用車站，辦理牲口終到，距離港深邊界的羅湖只有2分鐘鐵路車程，運載牲口的貨運列車可以直接駛至屠房月台卸下牲口。該站並不辦理旅客列車到發。但是現在運往上水屠房的牲口不再使用貨運列車，全部均利用貨車直接運送，羅湖編組站就只用作貨運列車調度及停放機車和東鐵綫載客列車。
而在2021年6月開始，羅湖編組站亦用於拆解已退役的港鐵中期翻新列車。
2022年，因2019冠狀病毒病香港第五波疫情肆虐，導致大批跨境貨運司機染疫而影響供港日用品的供應。政府與港鐵、業界商討利用鐵路運輸日用品供港，並以羅湖編組站作貨物中轉站。羅湖编组站于2022年3月2日经测试后重新启用（首輛援港抗疫列車於3月2日到達）。

## 歷史
- 2007年12月2日：兩鐵合併，本站由香港鐵路有限公司（港鐵公司）接管。

## 外部連結
- 中國車務之家：京九鐵路全線站點介紹
- 大岑網路：上水屠房站
- 香港鐵路大典上的相关条目：羅湖貨場